# ビッチ・スラップ 危険な天使たち
『ビッチ・スラップ 危険な天使たち』（原題: Bitch Slap）は2009年に製作されたアメリカ合衆国の映画。R-15指定作品。

## キャスト
- トリクシー：ジュリア・ヴォス
- ヘル：エリン・カミングス
- カメロ：アメリカ・オリヴォ
- ゲイジ：マイケル・ハースト
- ロン・メレンデス
- ルーシー・ローレス
- フェニックス：ケヴィン・ソルボ
- ローハイド：ゾーイ・ベル
- キンキ：ミナエ・ノジ